# Messier 21
Messier 21 (M21 o NGC 6531) és un cúmul obert a la constel·lació de Sagitari. Va ser descobert i catalogat per Charles Messier el 5 de juny de 1764.
Es tracta d'un cúmul relativament jove d'uns 4,6 milions d'anys. Conté 57 estrelles, les més brillants de magnitud aparent 8 són del tipus espectral B0. La seva distància està entre els 2.000 i els 4.000 anys llum

## Observació
Amb una magnitud aparent de 5,9 es troba al límit de l'observació a ull nu i és clarament observable amb binoculars. Amb un telescopi de 114 mm de diàmetre es poden veure una desena d'estrelles